# Grand Prix Guillaume Tell
Der Grand Prix Guillaume Tell (kurz: GP Tell) – benannt nach dem Schweizer Nationalhelden Wilhelm Tell – war ein schweizerisches Strassenradrennen, das zwischen 1971 und 2009 als internationales Etappenrennen ausgetragen wurde.
Von 1971 bis 1985 wurde das Rennen für Amateure und von 1986 bis 1994 open für Profis und Amateure ausgetragen, womit die Einführung der Einheitslizenz 1995 vorweggenommen wurde. Von der Austragung des Jahres 2000 wurde das Rennen in der damaligen UCI-Kategorie ausgetragen und damit U23-Fahrern vorbehalten. Nachdem das Rennen 2005 nicht ausgetragen worden war, war es in den Jahren 2006 bis 2009 Teil der UCI Europe Tour und in UCI-Kategorie 2.2 bzw. 2.2U. Im Jahr 2007 zählte das Rennen außerdem zum U23-Rad-Nationencup.
Seit dem Jahr 2010 wurde der GP Tell nicht mehr ausgetragen.

## Sieger
| - 2009 Mathias Frank - 2008 Timofei Krizki - 2007 Anton Reschetnikow - 2006 Markus Eibegger - 2005 nicht ausgetragen - 2004 Tomasz Nose - 2003 Wladimir Gussew - 2002 Rasmus Dyring - 2001 Emil Arnell - 2000 Jurgen Van Goolen - 1999 nicht ausgetragen - 1998 Marco Velo - 1997 Oscar Camenzind | - 1996 Markus Zberg - 1995 Peter Verbeken - 1994 nicht ausgetragen - 1993 Peter Verbeken - 1992 Dieter Runkel - 1991 Alex Zülle - 1990 Werner Stutz - 1989 Karl Kälin - 1988 Fabian Fuchs - 1987 Guido Winterberg - 1986 Heinz Imboden - 1985 Pascal Richard - 1984 Guido Winterberg | - 1983 Richard Trinkler - 1982 Niki Rüttimann - 1981 Dag Erik Pedersen - 1980 Marino Polini - 1979 Richard Trinkler - 1978 Kurt Ehrensperger - 1977 Gilbert Glaus - 1976 Roberto Ceruti - 1975 Jørgen Marcussen - 1974 Werner Fretz - 1973 Guy Leleu - 1972 Dave Lloyd - 1971 Fritz Wehrli |